# ŠK Mahrla Praha
ŠK Mahrla Praha je český šachový klub se sídlem v Praze. Od roku 2000, kdy postoupil do Šachové extraligy, patří mezi nejlepší české kluby, když se v Extralize v sezóně 08/09 zvítězil a celkem 5x se umístil na stupních vítězů.

## Historie
V sezónách 2014/15-2015/16 nesl klub v extralize název AD Mahrla Praha.

## Přehled výsledků

### Česká šachová extraliga
| Soutěž                | Sezóna  | Poř | P/S    | Z  | V  | R | P | BZ | BP   | VP |
| --------------------- | ------- | --- | ------ | -- | -- | - | - | -- | ---- | -- |
| 1. česká liga         | 1998/99 | 4.  |        | 11 | 4  | 4 | 3 | 12 | 47,0 | ?  |
| 1. česká liga         | 1999/00 | 1.  | postup | 11 | 9  | 1 | 1 | 19 | 55,0 | ?  |
| Extraliga             | 2000/01 | 6.  |        | 11 | 2  | 7 | 2 | 11 | 45,0 | 14 |
| Extraliga             | 2001/02 | 8.  |        | 11 | 3  | 4 | 4 | 10 | 42,5 | 21 |
| Extraliga             | 2002/03 | 5.  |        | 11 | 5  | 3 | 3 | 13 | 43,0 | 24 |
| Extraliga             | 2003/04 | 2.  |        | 11 | 9  | 0 | 2 | 18 | 58,5 | 41 |
| Extraliga             | 2004/05 | 2.  |        | 11 | 9  | 1 | 1 | 19 | 57,5 | 37 |
| Extraliga             | 2005/06 | 4.  |        | 11 | 6  | 2 | 3 | 20 | 49,0 | 26 |
| Extraliga             | 2006/07 | 4.  |        | 11 | 7  | 1 | 3 | 22 | 50,5 | 31 |
| Extraliga             | 2007/08 | 2.  |        | 11 | 7  | 4 | 0 | 25 | 52,0 | 33 |
| Extraliga             | 2008/09 | 1.  |        | 11 | 10 | 0 | 1 | 30 | 59,0 | 40 |
| Extraliga             | 2009/10 | 2.  |        | 11 | 9  | 1 | 1 | 28 | 57,5 | 38 |
| Extraliga             | 2010/11 | 11. | sestup | 11 | 2  | 2 | 7 | 8  | 39,5 | 18 |
| 1. liga - západ       | 2011/12 | 1.  | postup | 11 | 9  | 1 | 1 | 28 | 54,0 | 35 |
| Extraliga             | 2012/13 | 11. | sestup | 11 | 2  | 2 | 7 | 8  | 38,5 | 17 |
| 1. liga - západ       | 2013/14 | 1.  | postup | 11 | 10 | 1 | 0 | 31 | 62,5 | 45 |
| Extraliga             | 2014/15 | 6.  |        | 11 | 5  | 1 | 5 | 16 | 44,5 | 19 |
| Extraliga             | 2015/16 | 6.  | [ 1 ]  | 11 | 4  | 3 | 4 | 15 | 43,0 | 23 |
| Přebor Prahy - divize | 2016/17 | 3.  |        | 11 | 7  | 1 | 3 | 22 | 53,5 | 40 |
| Přebor Prahy - divize | 2016/17 | 2.  |        | 11 | 7  | 1 | 3 | 22 | 49,5 | 27 |

## Hráči
Za šachový klub hráli Extraligu velmistři:
- Krzysztof Bulski,  Jurij Drozdovskyj,  Serhij Fedorčuk,  Ľubomír Ftáčnik,  Grzegorz Gajewski,  Michajl Ivanov,  Vlastimil Jansa,  Miloš Jirovský,  Tomasz Markowski,  Eduard Meduna,  David Navara,  Tomáš Oral,  Tomáš Petrík,  Ján Plachetka,  Ilia Smirin,  Bartosz Soćko,  Hannes Hlífar Stefánsson,  Dariusz Świercz,  Marcin Tazbir,  Volodymyr Tukmakov,  Marek Vokáč,  Leonid Voloshin,  Jan Votava,  Jurij Zezulkin,  Jaroslav Žerebuch

mezinárodní mistři:
- Jaroslav Bureš,  Lukáš Černoušek,  Radoslav Doležal,  Pavel Freisler,  David Gross,  Ivan Hausner,  Thomas Hinks-Edwards,  Maciej Klekowski,  Michal Konopka,  Epaminondas Kourousis,  Tomáš Likavský,  Jan Michálek,  Miloš Možný,  Jiří Nun,  Milan Orság,  Petr Špaček,  Oleg Spirin

mezinárodní velmistryně:
- Regina Pokorná

mezinárodní mistryně:
- Petra Mazáková